# Ytterjärna församling
Ytterjärna församling är en församling i Södertälje kontrakt i Strängnäs stift. Församlingen ligger i Södertälje kommun i Stockholms län. Församlingen ingår i Järna-Vårdinge pastorat.

## Administrativ historik
Församlingen har medeltida ursprung.
Församlingen var till 1975 annexförsamling i pastoratet Överjärna och Ytterjärna för att därefter vara annexförsamling i pastoratet Överjärna, Ytterjärna och Vårdinge.

## Kyrkor
- Ytterjärna kyrka